# 중철제본
중철 제본은 제본하고자 하는 2장 이상의 종이를 겹쳐서 반으로 접은 후, 그 가운데의 접은 선 상에 스테이플러로 철심을 박아 제본하는 형식이다.
주로 카탈로그, 팜플렛 등 쪽수가 두껍지 않은 제본에 많이 쓰인다. 최근에는 잡지같이 두꺼운 제본에서도 중철 제본을 종종 찾아볼 수 있다. 그러나 두꺼운 책을 중철로 제본하면 안쪽 면이 바깥쪽 면보다 튀어나오기 때문에 보기에 흉하고, 가장자리를 다시 재단해야하는 번거로움이 있다.

## 참고 문헌
1. ↑  출판제작 실무노트, 북즐 시리즈 3, 이시우 (지은이) | 투데이북스 | 2012-01-20